# 顧尚泰
顾尚泰，臺灣臺中人，醫師，二二八事件受難者。
1947年乘車南下雲林支援二二八事件中的反抗軍，因遭人密報被捕，在虎尾馬場（今虎尾鎮和平路東市場）槍決。遺體後來被善心人士收埋在埒內公墓，後建虎尾三姓公廟奉祀。顧尚泰去世後，其父親與一子皆出家。

## 遺書
三月廿四日　顧尚泰，年廿九歲，住臺中市榮町一丁目五番地。
致最親愛吾妻美智子樣：
- 一、余為台灣新生願以悲劇終生，絕不悲觀、絕望為要。
- 二、余死後常在吾妻及孝一、伸秀、瑠理，吾子女身邊守護你們。
- 三、將病院裏面遺留品賣掉，回家鄉三家春，向我父親好好傳達安慰之意。
- 四、妳為一生不辭辛勞，身後將子女養育成人，為社會中堅，切勿使其鬆懈，以慰我靈。
- 五、余咸感念吾妻賢慧，今後，無後顧之憂，吾願含笑西歸、紅塵遠隔。

絕筆 永別。